# Jakob Hummel
Jakob Hummel (russisch Якоб Иванович Гуммель, nach deutscher Transkription Jakob Iwanowitsch Gummel; * 1893 in Helenendorf, Russisches Kaiserreich; † 1946 im Gebiet Akmolinsk, Kasachische SSR, UdSSR) war ein sowjetischer Archäologe und Volkskundler deutscher Abstammung. Er war Begründer der Archäologischen Wissenschaften in Aserbaidschan.

## Leben
Jakob Hummel kam in der Gemeinde Helenendorf – die damals bedeutendste Kolonie deutscher Siedler im Kaukasus – zur Welt. Die deutschstämmige Familie Hummel galt als eines der Gründungsmitglieder der Kolonie. In den 1880er Jahren erbauten die Hummels ein Weinlager in Helenendorf, sowie ein Weingut mit dem Namen Concordia in der Stadt Gjandscha. 1895 brachte es die Familie zu einer ersten Cognac-Fabrik im Kaukasus. Im Jahre 1900 wurde das Handelshaus der Brüder Hummel (russ. Торговый дом братьев Гуммель) eröffnet, welches Geschäfte mit internationalen Unternehmen trieb. Der Wein der Familie wurde mehrfach ausgezeichnet.
Jakob Hummel studierte in Tblissi Naturwissenschaft an einem Lehrerinstitut. Ab 1921 war er in seiner Gemeinde als Lehrer tätig und rief gleichzeitig ein örtliches Museum für Heimatkunde ins Leben. Von 1923 bis 1924 unternahm Hummel im Auftrag des republikanischen Bildungsministeriums eine Studienreise nach Deutschland. Ab 1930 beschäftigte er sich wissenschaftlich mit der Geschichte des antiken Aserbaidschans und führte umfangreiche Ausgrabungen dafür durch, so beispielsweise nahe dem Fluss Gəncəçay (russ. река Гянджачай bzw. reka Gjandschatschai).
Im Jahre 1933 kam es zu einer ersten Verhaftung. Jakob Hummel wurde nach sechsmonatiger Untersuchungshaft wieder freigelassen. 1936 wurde er zum korrespondierenden Mitglied des Instituts für Kaukasuskunde der Aserbaidschanischen Gesellschaft für wissenschaftliche Forschung und Studien gewählt.
1941 wurde Hummel im Zuge der Stalinistischen Säuberungen zusammen mit anderen Kaukasiendeutschen nach Kasachstan zwangsumgesiedelt.
Jakob Hummel ist der Verfasser mehrerer Monographien sowohl in russischer als auch deutscher Sprache.

## Schriften
- Der Deutsche in Transkaukasien. Langensalza, Beltz 1927.
- Heimat-Büchlein der Deutschen in Transkaukasien. Deutscher Staatsverlag "Nemgosisdat", Prokrowsk 1928.
- Das heimatkundliche Museum zu Helenendorf in Aserbeidschan. Zentral-Völker-Verlag, Moskau 1929.
- Pogrebal'nyj kurgan (No 1) okolo Elenendorfa Azerbajdžan SSR : Elenendorfskoe kraevedčeskoe obščestvo. Baku 1931.
- Археологическая разведка на Килик-даге. Известия Азербайджанского Филиала АН СССР, 1938, 17-2.
- Краеведческий музей Ханларского района. Baku 1939. S. 3–19.
- Археологические очерки. Baku 1940
- Памятники древности в окрестностях Килик-дага. Известия Азербайджанского Филиала АН СССР, 1941, № 2, 27–41.
- Большой курган no. 2, около Ханлара Азерб. ССР (рукопись). Azərbaycan SSR EA TİEA, inv. no. 636, 15.
- Раскопки к юго-западу от Ханлара в 1941г. In: ВДИ 4, 1992, S. 5–15